# Глазунова, Валентина Анатольевна (Герой Социалистического Труда)
Валентина Анатольевна Глазунова (20 декабря 1932 год, деревня Стремянниково, Павлово-Посадский район, Московская область — 10 ноября 2012 год, Павловский Посад) — прядильщица, Герой Социалистического Труда (1971). Депутат Верховного Совета РСФСР 8 созыва.

## Биография
Родилась 20 декабря 1932 года в деревне Стремянниково Павлово-Посадского района Московской области. Закончила ПТУ и в 1946 году поступила на Павлово-Покровскую фабрику в городе Павловский Посад, где проработала до выхода на пенсию. За годы трудовой деятельности в прядильном цехе
Павлово-Покровской фабрики добилась больших успехов.
Указом Президиума Верховного Совета СССР от 5 апреля 1971 года «за выдающиеся успехи в досрочном выполнении заданий пятилетнего плана и большой творческий вклад в развитие производства тканей, трикотажа, обуви, швейных изделий и другой продукции легкой промышленности» удостоена звания Героя Социалистического Труда с вручением ордена Ленина и золотой медали «Серп и Молот».
На протяжении многих лет избиралась депутатом городского Совета, была делегатом XXIV съезда КПСС, депутатом Верховного Совета РСФСР.
Похоронена 12 ноября 2012 года на Сауровском кладбище.

## Награды
- Герой Социалистического Труда — указом Президиума Верховного Совета СССР от 5 апреля 1971 года.
- Орден Ленина — дважды.
- Медаль «За трудовую доблесть».
- Почётный гражданин города Павловский Посад — за заслуги в области развития экономики, народного хозяйства и воспитания молодёжи.